# Ulrich de Strasbourg
Ulrich de Strasbourg (en latin Ulricus Engelberti ou Ulricus Argentinensis), né à Strasbourg vers 1225, mort en 1277, est un théologien dominicain du Moyen Âge.

## Éléments biographiques
Il appartenait à la noble famille des Zorn. Après son entrée dans l'ordre dominicain, il fut l'élève d'Albert le Grand (et le condisciple de Thomas d'Aquin), d'abord à Paris, puis à Cologne entre 1248 et 1254. Ensuite il devint lecteur en théologie au couvent de Strasbourg (dont le prieur fut Hugues Ripelin en 1261). En 1272, il fut élu malgré lui supérieur de la province d'Allemagne (Teutonia, comprenant à l'époque l'Alsace) : il ne se sentait pas à même d'assumer cette fonction en raison de sa mauvaise santé. Le maître de l'ordre, Jean de Verceil, le pressa par deux lettres d'accepter sa promotion. Il exerça sa charge avec zèle, visitant de nombreux couvents de sa province et en fondant de nouveaux. En mai 1277, il fut relevé de cette fonction par le chapitre général tenu à Bordeaux et envoyé à Paris pour y enseigner, d'abord comme bachelier, puis en y obtenant le grade de magister theologiæ. Mais il mourut dans les mois suivants avant d'être entré en charge.

## Œuvre
L'ouvrage principal d'Ulrich de Strasbourg, composé entre 1262 et 1272, est une Summa de bono (dite aussi De summo bono) de dimension considérable (couvrant 600 folios environ), conçue en huit livres, mais interrompue au milieu du sixième. L'orientation est clairement néoplatonicienne, venant de Proclus, du Pseudo-Denys l'Aréopagite, d'Avicenne, même si Aristote est beaucoup cité. Ulrich a influencé, dans la génération suivante de dominicains allemands, Thierry de Freiberg (qu'il a sans doute lui-même envoyé étudier à Paris pendant son mandat de provincial) et Maître Eckhart.
On signale aussi de lui un commentaire aux Sentences de Pierre Lombard et un autre aux Météorologiques d'Aristote, mais ces deux textes semblent perdus. On conserve d'autre part treize lettres datant des années où il fut provincial, et un sermon en allemand.

### Éditions
Il n'existe pas d'édition complète de la Summa de bono, mais seulement plusieurs éditions partielles.
- Jeanne Daguillon (éd.), La Summa de bono. Livre I, Bibliothèque thomiste 12, Paris, J. Vrin, 1930.
- Ignaz Backes (éd.), Ulrich von Straßburg. Die Christologie, Soteriologie und Mariologie. Ein Beitrag zur Geistesgeschichte des 13. Jahrhunderts (textes et commentaire), Trèves, Paulinus-Verlag, 1975.
- Francis J. Lescoe (éd.), God as First Principle in Ulrich of Strasbourg. Critical Text of Summa de bono, IV, 1, based on hitherto unpublished mediaeval manuscripts, and Philosophical Study, New York, Alba House, 1979.

### Liens
- Ressource relative à la religion :   - Dictionnaire de spiritualité
- Notices dans des dictionnaires ou encyclopédies généralistes :   - Brockhaus
  - Deutsche Biographie
  - Treccani
- Notices d'autorité :   - VIAF
  - ISNI
  - BnF (données)
  - IdRef
  - LCCN
  - GND
  - CiNii
  - Belgique
  - Pays-Bas
  - Israël
  - NUKAT
  - Catalogne
  - Vatican
  - Norvège
  - WorldCat